# Radio Maribor
Radio Maribor je radijska postaja v Mariboru, ki je organizirana v sklopu Regionalnega RTV-centra Maribor in deluje v okviru RTV Slovenija.
Program radijske postaje je regionalno usmerjen, saj prvenstveno pokriva območje severovzhodne Slovenije.

## Zgodovina
Prvo oddajanje iz studia Radia Maribor je bilo 11. maja 1945 ob 13. uri, ko se je začela prva, slovesna otvoritvena oddaja Radia svobodni Maribor. »Otvoritev Radia svobodni Maribor je velik trenutek za Slovence, še posebej za Štajerce,« je o dogodku zapisal kronist tedanjega časopisa Novi čas.
Regionalni RTV-center Maribor, v okviru RTV Slovenija, je bil ustanovljen leta 1995.

### Digitalni radio (DAB+)
- Multiplex R1 (nacionalno omrežje) na frekvenci 215.072 MHz (kanal 10D).
- Multiplex R2 (Vzhodna Slovenija) frekvenca 225,648 MHz, vertikalno